# Serguéi Filátov
Serguéi Ivánovich Filátov –en ruso, Сергей Иванович Филатов– (25 de septiembre de 1926-3 de abril de 1997) fue un jinete soviético que compitió en la modalidad de doma. Participó en tres Juegos Olímpicos de Verano entre los años 1956 y 1964, obteniendo tres medallas, oro en Roma 1960 y dos bronces en Tokio 1964.

## Palmarés internacional
| Juegos Olímpicos | Juegos Olímpicos | Juegos Olímpicos  | Juegos Olímpicos |
| Año              | Lugar            | Medalla           | Categoría        |
| ---------------- | ---------------- | ----------------- | ---------------- |
| 1960             | Roma (Italia)    | Medalla de oro    | Individual       |
| 1964             | Tokio (Japón)    | Medalla de bronce | Individual       |
| 1964             | Tokio (Japón)    | Medalla de bronce | Por equipos      |